# Fulton (Missouri)
Fulton és una població dels Estats Units a l'estat de Missouri. Segons el cens del 2000 tenia 12.128 habitants. El poble és conegut per ser el lloc on Winston Churchill va alertar sobre les conseqüències de la presència militar soviètica a Europa.

## Demografia
Segons el cens del 2000, Fulton tenia 12.128 habitants, 3.700 habitatges, i 2.208 famílies. La densitat de població era de 414 habitants per km².
Dels 3.700 habitatges en un 28,9% hi vivien nens de menys de 18 anys, en un 40,9% hi vivien parelles casades, en un 14,8% dones solteres, i en un 40,3% no eren unitats familiars. En el 33,5% dels habitatges hi vivien persones soles el 14,9% de les quals corresponia a persones de 65 anys o més que vivien soles. El nombre mitjà de persones vivint en cada habitatge era de 2,28 i el nombre mitjà de persones que vivien en cada família era de 2,9.
Per edats la població es repartia de la següent manera: un 18% tenia menys de 18 anys, un 20% entre 18 i 24, un 31,1% entre 25 i 44, un 16,9% de 45 a 60 i un 14% 65 anys o més.
L'edat mediana era de 33 anys. Per cada 100 dones de 18 o més anys hi havia 134,8 homes.
La renda mediana per habitatge era de 32.635 $ i la renda mediana per família de 41.722 $. Els homes tenien una renda mediana de 27.418 $ mentre que les dones 21.663 $. La renda per capita de la població era de 14.489 $. Entorn del 8,4% de les famílies i l'11,9% de la població estaven per davall del llindar de pobresa.

## Poblacions més properes
El següent diagrama mostra les poblacions més properes.